# روبرت مايلز (لاعب دوري الرغبي)
روبرت مايلز (بالإنجليزية: Robert Miles)‏ هو لاعب دوري الرغبي أسترالي، ولد في 21 أغسطس 1976 في سيدني في أستراليا.